# Groupe d'études des phénomènes aérospatiaux non identifiés
Ne doit pas être confondu avec Groupe d'étude des phénomènes aériens.
Le Groupe d'études des phénomènes aérospatiaux non identifiés (GEPAN ou Gepan) est un organisme officiel français qui était chargé de l'étude du phénomène ovni entre 1977 et 1988. Installé à Toulouse, il était une division du Centre spatial de Toulouse (CST), lui-même sous la responsabilité du Centre national d'études spatiales (CNES).
La validité des travaux du GEPAN et de ses successeurs, le Service d'expertise des phénomènes de rentrée atmosphérique (SEPRA) en 1988 puis le Groupe d'études et d'informations sur les phénomènes aérospatiaux non identifiés (GEIPAN) en 2005, demeure aujourd'hui encore sujette à controverse dans le milieu scientifique. 

## Historique
Créé en 1977 à Toulouse sous l'impulsion d'Yves Sillard et de Claude Poher (neveu d'Alain Poher), cet organisme a pour but de réaliser des études sur le phénomène ovnis et de coordonner les rapports de la gendarmerie nationale, l'aviation civile, l'armée de l’Air et Météo-France en la matière. Il est l'auteur de nombreuses études statistiques. Une autre de ses missions est d'informer le public sur les ovnis, en rédigeant les Notes techniques, telle la célèbre Note technique no 16 sur l'affaire de Trans-en-Provence, en 1981.
Son premier président est Claude Poher, de 1977 à 1978. Au début, il est seul avec une secrétaire à s'occuper du Gepan avec cependant la collaboration officieuse d'autres membres du CNES comme Jean-Jacques Velasco. Il réussit cependant peu après à obtenir plus de moyens et de personnel.
En 1978, le Gepan compte une dizaine de membres et est supervisé par un conseil scientifique de sept savants et ingénieurs (avec entre autres Hubert Curien). Par ailleurs, d'autres scientifiques français intéressés par les ovnis collaborent avec le Gepan, comme Jean-Pierre Petit[réf. nécessaire]. Poher noue des contacts avec certaines associations ufologiques et démissionne le 30 décembre 1978. Il est remplacé par le mathématicien Alain Esterle, qui sera directeur du Gepan jusqu'à sa démission en 1983.
Manuel Jimenez collabore avec Philippe Besse à la rédaction de la Note technique no 15, qui s'intéresse plus à la composante psychologique des témoignages d'ovni. Par la suite, il réalisera sa thèse de doctorat sur le sujet (Témoignage d'ovni et psychologie de la perception), en continuation de ces travaux.
En 1983, Esterle démissionne. Jean-Jacques Velasco, spécialiste en optique, le remplace au poste de directeur, entre 1983 et 1988.
Le Gepan est alors contesté. En plus de l'affaire MHD[Quoi ?], les scientifiques rationalistes contestent la raison d'être du Gepan[réf. nécessaire] tandis que les ufologues critiquent la réserve et la prudence qu'observe l'organisme sur les ovnis[réf. nécessaire]. De plus, le CNES diminue son soutien au Gepan. À partir de 1983, le conseil scientifique est supprimé, la publication des Notes techniques arrêtée et l'activité de l'organisme s'essouffle.
Finalement, en 1988, le Gepan est remplacé par le Service d'expertise des phénomènes de rentrée atmosphérique (SEPRA), lequel devient lui-même le Groupe d'études et d'informations sur les phénomènes aérospatiaux non identifiés (GEIPAN) en 2005.

## Bilan
En 1979, Dominique Caudron montre que l'enquête du Gepan sur l'ovni de Luçon, présenté à titre de savoir-faire, contient soixante-cinq erreurs et que l'ovni n'est que la Lune.

### Fiction
- Dominique Grandpierre, Le Labyrinthe d'Atlas
- Feuilleton télévisé OVNI(s) (2021)